# Antonio Prior Martínez
Antonio Prior Martínez (Torreagüera, Múrcia, 12 d'agost de 1913 - Narbona, 11 de juliol de 1961) va ser un ciclista murcià, que fou professional entre 1933 i 1943. El 25 de novembre de 1949 es nacionalitzà francès. El seu germà Francisco també fou ciclista. En el seu palmarès destaca el Trofeu Masferrer de 1936.

## Palmarès
- 1935
  - Vencedor d'una etapa del Gran Premi de la República
- 1936
  - 1r al Trofeu Masferrer
  - 1r als Sis dies de Buenos Aires (amb Rafael Ramos)
- 1937
  - Vencedor de 3 etapes a la Volta al Marroc
- 1939
  - 1r a la Bordeus-Pau

### Resultats al Tour de França
- 1935. 32è de la classificació general
- 1937. Abandona (11a etapa)
- 1938. Abandona (1a etapa)